# Iscle Soler i Samsot

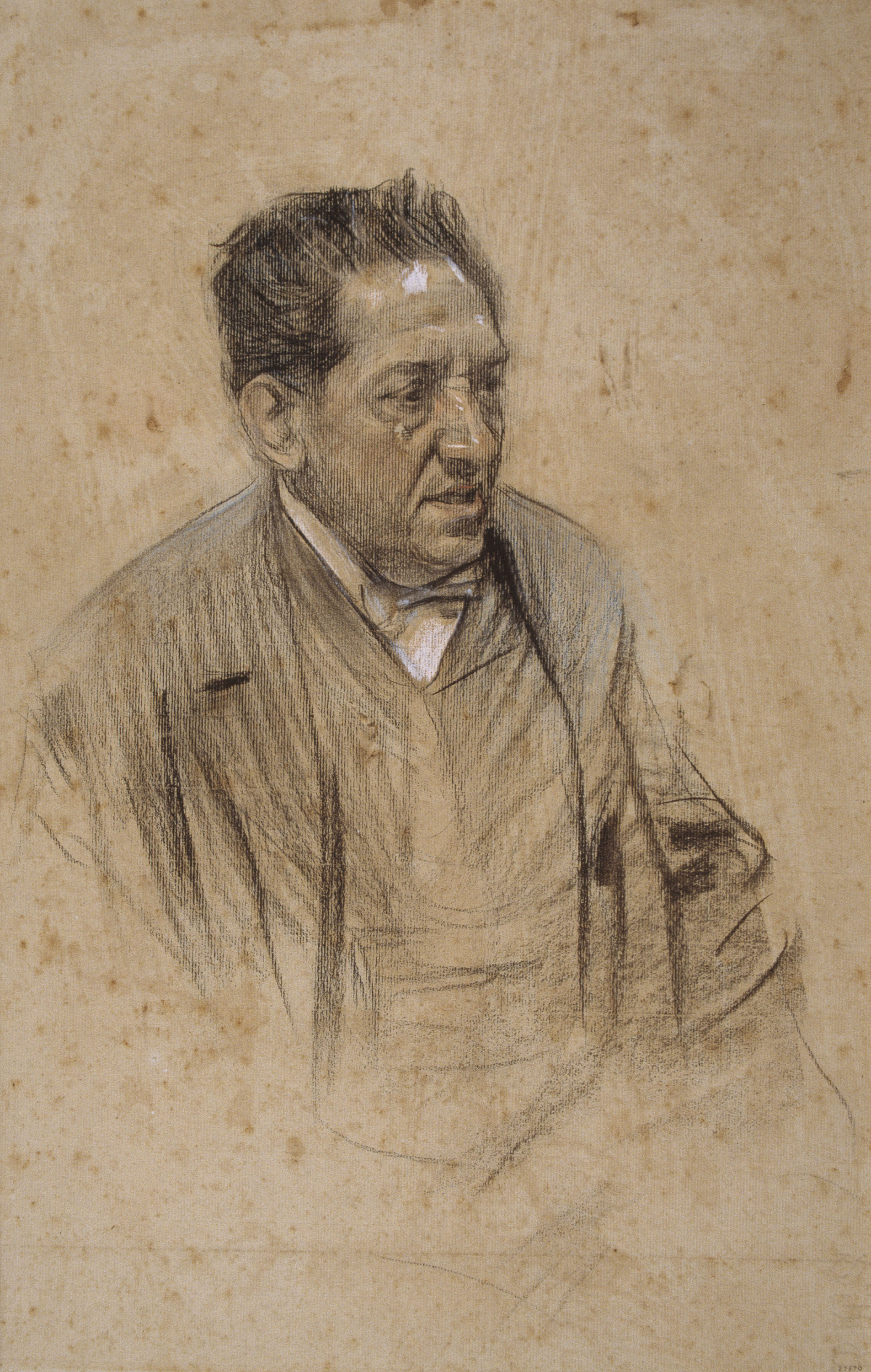
Iscle Soler vist per Ramon Casas (MNAC).

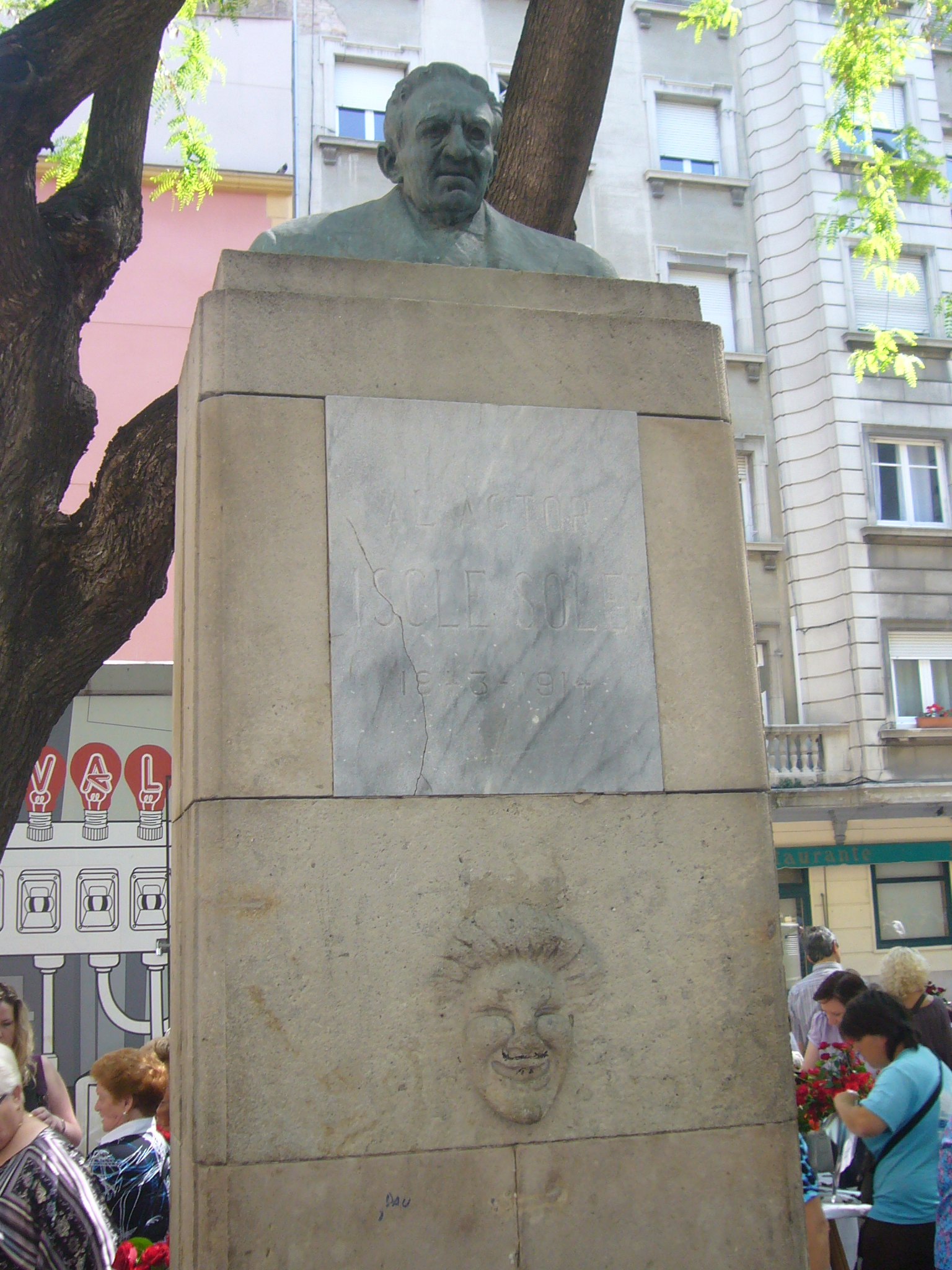
Bust d'Iscle Soler ubicat davant l'església de Sant Agustí, al barri del Raval, Barcelona.

Iscle Soler i Samsot (Barcelona, 13 de maig de 1843 - Terrassa, 27 de gener de 1914) va ser un actor català molt popular al segle xix i la primera dècada del segle xx.
Fill de Josep Soler i Soler, d'ofici argenter, i de Josepa Samsot i Padrós, naturals de Barcelona. En els seus inicis, Soler va compaginar l'ofici d'argenter amb el d'actor fins que el 1864 va decidir dedicar-se exclusivament a la seva carrera com a actor. Havia heretat l'afició pel teatre del seu pare i aviat va fundar una societat de barri que tenia un petit teatre; el van inaugurar amb l'obra El puñal del godo.
Va debutar amb la companyia d'Andreu Cazurro i va consagrar-se amb l'obra La dida, de Frederic Soler i Hubert. Es va casar amb l'actriu Rosalia Engràcia i Oriol el 9 de març de 1864.Varen tenir tres fillesː Emília, Joana, pintora, i Maria.
Va seguir actuant fins al 1908, quan la ceguesa i una malaltia cardíaca el van allunyar dels escenaris.
Va destacar amb obres com: Joan Blancas, de Francesc Ubach, L'Eloi i La filla del mar, d'Àngel Guimerà, i Els vells, d'Ignasi Iglésias.
Prop del Teatre Romea, on treballà, hi ha un bust en honor de l'actor, obra de Pau Gargallo. Està situat al carrer Hospital, davant de l'església de Sant Agustí Nou. El seu llegat es conserva al Centre de Documentació i Museu de les Arts Escèniques de Barcelona, on es poden trobar fotografies de l'actor i els figurins del vestuari dels seus personatges.

## Trajectòria professional
1865
- 28 d'abril. El castell dels tres dragons, de Frederic Soler. Estrenada al teatre de l'Odèon de Barcelona (en el paper d'Ignasi)
- 8 de juliol. Les carbasses de Mont-roig, de Frederic Soler, estrenada al teatre de Varietats de Barcelona (en el paper de Manel)

1868
- 8 d'abril. El rovell de l'ou o el Pla de la Boqueria, de Frederic Soler. Estrenada al teatre Romea de Barcelona (en el paper de Quico.)
- 8 d'octubre. Les francesilles, de Frederic Soler. Estrenada al teatre Romea de Barcelona. En el personatge de Lari.

1869
- 7 d'octubre. La bala de vidre, de Frederic Soler. Estrenada al teatre Romea de Barcelona (en el paper de D. Anton)
- 12 de novembre. Els càntirs de Vilafranca, de Frederic Soler. Estrenada al teatre Romea. En el personatge de Borni.

1870
- 17 de març. El collaret de perles, de Frederic Soler. Estrenada al teatre Romea de Barcelona (en el paper de Felip).
- 15 de desembre. Els egoistes, de Frederic Soler, estrenada al teatre Romea de Barcelona (en el paper de Senyor Gervasi)

1871
- 23 de gener. Un ciri trencat, de Frederic Soler, estrenada al teatre Romea de Barcelona (en el paper de El senyor Coca).
- 28 de setembre. L'apotecari d'Olot, de Frederic Soler. Estrenada al teatre Romea. En el personatge de Don Dimas
- 17 d'octubre. Cafè i copa, de Frederic Soler. Estrenada al Teatre Romea.

1872
- 28 d'octubre. La dida, original de Frederic Soler, estrenat al Teatre Romea. (en el personatge de Joan)

1873
- 15 d'abril. La creu de la masia, de Frederic Soler, estrenada al teatre Romea de Barcelona (en el paper d'Andreu).
- 16 de juliol. Rialles i ploralles, de Francesc Ubach i Vinyeta. Estrenada al teatre Novetats de Barcelona (en el paper de Pau.)

1876
- 19 d'octubre. Els segadors, original de Frederic Soler, estrenat al teatre Romea de Barcelona (en el paper de Gem)
- 7 de desembre. Cura de moro, de Frederic Soler. Estrenada al Teatre Romea.

1877
- 22 de febrer. Senyora i majora, de Frederic Soler. Estrenada al teatre Romea de Barcelona (en el paper de Don Pere.)

1878
- 8 de gener. El contramestre, original de Frederic Soler, estrenat al teatre Romea de Barcelona (en el paper de Don Panxo).
- 7 de març. La mà freda, original de Francesc d'Assís Ubach i Vinyeta. Estrenada al teatre Romea de Barcelona (en el paper de Simó.)
- 27 de juliol. El mestre de minyons, de Josep Feliu i Codina. Estrenada al teatre del Bon Retir de Barcelona (en el paper de Genís, xicot de 19 anys.)
- 3 d'agost. La campana de Sant Llop, de Frederic Soler. Estrenada al teatre del Bon Retir de Barcelona (en el paper de Don Benigne).
- 14 d'agost. De Nadal a Sant Esteve, original de Joan Molas i Casas, estrenada al teatre del teatre del Bon Retir de Barcelona (en el paper de Don Eloi.)

1879
- 1 d'abril. Cofis i Mofis, original de Josep Feliu i Codina, estrenada al Teatre Romea (en el paper de Francesc).
- 28 octubre. De mort a vida, original de Joaquim Riera i Bertran. Estrenada al teatre Romea de Barcelona (en el paper de Fidel.)

1880
- 15 de gener. Ral per duro, original de Joan Molas i Casas. Estrenada al teatre Romea de Barcelona (en el paper de Don Geroni.)
- 23 de març. El forn del rei, de Frederic Soler. Estrenada al Teatre Romea.
- 10 d'octubre. La volva d'or, de Josep Feliu i Codina. Estrenada al teatre Romea de Barcelona (en el paper de Don Medir).
- 9 de novembre. El dir de la gent, de Frederic Soler. Estrenada al Teatre Romea (en el paper de Don Joan).

1882
- En el transcurs d'aquest any amb la companyia Fontova va estrenar l'obra La Creu Trencada, de l'escriptor Alfons Solà i Xancó.[10]

1884
- 16 d'octubre. El trinc de l'or, de Frederic Soler. Estrenada al teatre Romea (en el paper de Senyor Canivell).

1885
- 29 de gener. Sota terra, de Frederic Soler, estrenada al teatre Romea de Barcelona (en el paper de Robert, 30 anys).

1886
- 15 d'abril. El pubill, original de Frederic Soler, estrenat al teatre Romea (en el paper d'Esteve).
- 7 d'octubre. L'hereuet, de Frederic Soler, estrenada al teatre Romea de Barcelona (en el paper de Don Felip).

1887
- 8 de març. La vivor de l'estornell, original de Frederic Soler, estrenada al teatre Romea de Barcelona (en el paper de Saldoni).
- 29 de novembre. La pena de mort, original de Josep Martí Folguera i Frederic Soler. Estrenada al teatre Romea de Barcelona (en el paper de Sebastià).

1892
- 19 de gener. Ateus i creients, de Ramon Bordas. Estrenada al teatre Romea (en el paper de Melcior).
- 11 novembre. L'infern a casa, de Frederic Soler. Estrenada al teatre Romea (en el paper del Senyor Soldevila).
- 6 de desembre. El moviment continu, de Ramon Bordas i Estragués. Estrenada al teatre Romea de Barcelona (en el paper de Don Mateu).

1895
- 12 de març. En el paper de Senyor Arcís a l'obra La suripanta, d'Antoni Ferrer i Codina. Estrenada al teatre Romea de Barcelona.
- 16 d'abril. En el paper de Senyor Mascaró, 60 anys a l'obra L'herència de l'oncle Pau, arranjada per Conrad Colomer. Estrenada al teatre Romea de Barcelona.

1896
- 1 de maig. El gec d'en Migranya, de Teodor Baró, estrenada al teatre Romea de Barcelona (en el paper Farreny).

1899
- 31 de gener. En el paper de El Baró a l'obra La farsa, d'Àngel Guimerà. Estrenada al teatre Romea de Barcelona.

1902
- 11 de març. En el paper de Richard a l'obra La pecadora, d'Àngel Guimerà. Estrenada al teatre Romea de Barcelona.
- 18 de novembre. En el paper de Ramon a l'obra Aigua que corre, d'Àngel Guimerà. Estrenada al teatre Romea de Barcelona.

1903
- 6 de febrer. Els vells, d'Ignasi Iglesias. Estrenada al teatre Romea (en el paper de Valeri).
- 5 de desembre. En el paper de Senyor Bisbe (60 anys) a l'obra El místic, de Santiago Rusiñol Estrenada al teatre Romea de Barcelona.

1905
- 17 d'abril. Sol, solet..., d'Àngel Guimerà. Estrenada al teatre Romea de Barcelona (en el paper de Senyor Querol).

1906
- 27 de març.. L'Eloi, d'Àngel Guimerà. Estrenada al teatre Romea de Barcelona (en el paper de Miques).
- 2 d'octubre. En el paper de Josep Pradell a l'obra Arrels mortes, de Joan Puig i Ferreter. Estrenada al teatre Romea de Barcelona.

1907
- 20 de febrer. En el paper d'Isidre, fadrí forner (70 anys) a l'obra La mare, de Santiago Rusiñol. Estrenada al teatre Romea de Barcelona.
- 20 de novembre. Calvari amunt, de Josep Burgas. Estrenada al teatre Romea. (en el paper d'Avi).

1908
- 16 d'octubre. En el paper d'Anton Cadernera a l'obra L'aranya, d'Àngel Guimerà. Estrenada al teatre Romea de Barcelona.